# Total Blackout
Total Blackout is een televisieprogramma dat werd uitgezonden door Veronica.
Het programma wordt gepresenteerd door Tim Haars. Het doel van het programma is om angsten te overwinnen. Elke ronde speelt zich af in het donker: kandidaten moeten in het donker opdrachten uitvoeren. Er doen zes kandidaten mee, na elke ronde valt er een kandidaat af. Degene die als laatste overblijft, wint 2500 euro. Dit kan worden verdubbeld als de overgebleven kandidaat besluit om te springen op een luik. Er zijn twee luiken: één is open, de ander dicht. Springt de kandidaat op het dichte luik, dan wint hij of zij 5000 euro. Bij een val in het open luik is alles voor niets geweest.